# Anaspis aharonii
Anaspis aharonii là một loài bọ cánh cứng trong họ Scraptiidae. Loài này được Reitter miêu tả khoa học năm 1911.